# Барселонска династия
Барселонска династия (на испански: Casa de Barcelona; на каталонски: Casal de Barcelona) е знатен каталонски род от готски произход. Една от най-важните средновековни аристократични фамилии с владения в областта на днешна Южна Франция и Каталония. От 1162 г. е тясно свързана с Арагонската династия.

## Произход
Барселонският дом е кадетски клон на Белонидите, чийто старши клон управлява графство Каркасон и графство Родез. За родоначалник се счита граф Бело от Каркасон (ум. 812). Според едни учени негов син е Сунифред I и той е родоначалник на дома Барселона. Други изследователи се съмняват в съществуването на граф Бело, или че Сунифред е негов син. Испанският историк Алберто Монтанер Фрутос пише, че в средновековната историография отсъства името Бело, а родът на графовете на Барселона започва със Сунифред I. Други историци допускат съществуването на Бело, но считат, че Зунифред е бил негов зет, съпруг на дъщеря му Ермизенда. За вероятен баща на Сунифред се посочва Борел, граф на Осона (ум. 812/820). Точният произход на Борел е неизвестен, но вероятно е бил вестгот, участвал заедно с франките в завладяването на земите, където днес е съвременна Каталония. Около 797 г. е назначен от император Карл Велики за владетел на графствата Осона, Урхел и Сердания, съставна част от Испанската марка, гранична зона на владенията на Каролингите с Ал-Андалус, владенията на маврите в Иберийския полуостров.

## Историческа справка
Наследниците на Зунифред стават владетели на повечето графства в днешна Каталония, преди всичко на Барселона (878 – 1410), на Урхел (870 – 992 и 1314 – 1413), Жирона (878 – 1410) и на Озона (1111 – 1410).
Основата на могъществото на рода залага Гифре Космати (ум. 897), син на Зунифред, обединил в свои ръце повечето каталонски графства и превърнал владенията в наследствени.
През 1131 г. Раймунд Беренгар I Стари (Berenguer Ramón I.) става граф на Прованс, а през 1162 г. неговият племенник Раймунд (Ramón) става крал на Арагон като Алфонсо II Арагонски.
Фамилията остава владетел на Прованс до 1267 г. (когато е наследена от Карл I Анжуйски), владетели на кралство Арагон (1164 – 1410), на кралство Майорка (1276 – 1410) и също на Сицилия (1282 – 1410) (двете преминават към линията Трастамара на Дом Бургундия-Иврея), а също така и на няколко феодални държави, основани през кръстоносните походи – херцогство Атина (1312 – 1388), херцогство Неопатрия (1319 – 1390).

## Крале на Арагон
- 1164 – 1196: Алфонсо II Целомъдрения (1152 – 1196), син на Рамон Беренгар IV (граф на Барселона) и Петронила (кралица на Арагон), граф на Прованс (1167 – 1196)
- 1196 – 1213: Педро II Католик (1176 – 13.9.1213), син на предходния
- 1213 – 1276: Хайме I Завоевател (2.2.1208 – 27.7.1276), син на предходния
- 1276 – 1285: Педро III Велики (1236 – 11.1285), син на предходния, крал на Сицилия (Педро I 1282 – 1285)
- 1285 – 1291: Алфонсо III Щедрия (1265 – 18.6.1291), син на предходния
- 1291 – 1327: Хайме II Справедливия (10.8.1267 – 2.11.1327), син на Хайме I Завоевател, крал на Сицилия (Хайме I 1285 – 1296)
- 1327 – 1336: Алфонсо IV Добрия (1302 – 1336), син на предходния
- 1336 – 1387: Педро IV Церемониалния (1319 – 7.1.1387), син на предходния, херцог на Атина (1381 – 1387)
- 1387 – 1396: Хуан I Ловеца (27.12.1350 – 19.5.1396), син на предходния
- 1396 – 1410: Мартин I Хуманист (1356 – 31.9.1410), син на Педро IV, крал на Сицилия (Мартин II 1409 – 1410)

Синът на Рамон Беренгар IV (граф на Барселона) и Петронила (кралица на Арагон), Алфонсо II Целомъдрения става крал на Арагон (1164 – 1196). Той има значителни успехи във войната срещу арабите, но разширява владенията си и на север за сметка на френските територии. През 1167 г. наследява графство Прованс, а през 1172 – 1187 под неговия сюзеренитет попадат графствата Русийон, Беарн и Бигор. Сключва два последователни брака: с португалската принцеса Матилда и със Санча, дъщеря на кастилския крал Алфонсо VII. Има пет деца: Педро II Католик; Алфонсо ІІ, граф на Прованс (1185 – 1209), женен за Гарсенда дьо Сабран; Констанса, която сключва брак с унгарския крал Имра II Арпад, а след като овдовява, се омъжва за германския император Фридрих II фон Хохенщауфен; Леонора, втора съпруга на тулузкия граф Реймон VI; Санча, омъжена за последния тулузки граф Реймон VII.
Педро II Католик (1196 – 1213) първородният син на Алфонсо II, наследява трона на Арагон и Каталуния. През 1204 г. е коронован за крал в Рим от папа Инокентий III и се признава за негов васал, което предизвиква недоволство сред аристокрацията. Заедно с кастилския крал Алфонсо VIII и наварския крал Санчо VII се сражава срещу арабите и има принос за голямата победа в битката при Лас Навас де Толоса през 1212 г. Участва в албигойските войни в Южна Франция на страната на тулузкия граф Реймон VII и загива там в битката при Мюре.
От брака си с Мария, дъщеря на Гийом VIII, граф на Монпелие, Педро II има син Хайме I Завоевател (1213 – 1276). След продължителна война с арабите той завладява Балеарските острови (1229 – 1235), Валенсия (1238 – 1248) и Мурсия (1265 – 1266). Заема се да утвърди реда в обширното си кралство, създава първия сборник със закони и се стреми да контролира търговията и стопанския живот. Взема участия в Осмия кръстоносен поход, организиран от френския крал Луи IX Свети. Жени се за Леонора, дъщеря на кастилския крал Алфонсо VIII, а след смъртта ѝ – за Йоланта, дъщеря на унгарския крал Андраш II Арпад. Има четири деца: Педро III Велики, Хаййме II; Изабела, омъжена за френския крал Филип III; Йоланта, съпруга на кастилския крал Алфонсо X Мъдри.
Преди смъртта си Хайме I разделя своите владения между двамата си синове. Педро III Велики (1276 – 1285) наследява короната на Арагон, а за Хайме II е създадено кралство Майорка, образувано от Балеарските острови и южнофренските графства Монпелие и Русийон. В съюз с градските жители новият арагонски крал Педро III успява да ограничи феодалните междуособици в своята страна и да укрепи личната си власт. Той взема за съпруга Констанца, дъщеря на Манфред Хохенщауфен, крал на Сицилия и по този начин се сдобива с правото да претендира за короната на тази страна. Тъй като папата определя за владетел на острова граф Карло I д'Анжу, през 1282 г. Арагон започва война с него. Въстанието на сицилианските жители, наречено „Сицилиански вечерни“, прогонва французите и тронът в Палермо е предоставен на Педро III, под името Педро I Велики (1282 – 1285). Именно тогава започва намесата на Арагон в италианските дела, а страната се налага като първостепенна сила в Западното Средиземноморие. В родината си обаче кралят влиза в конфликт с грандовете, които издействат от него значителни отстъпки, принуждавайки го да подпише през 1283 г. Голямата привилегия. Педро III има пет деца: Изабела, омъжена за португалския крал Диниш I (Бургундска династия); Алфонсо III Щедрия; Федерико II, основоположник на клона Барселона-Сицилия; Хайме II Справедливия; Йоланта, съпруга на неаполитанския крал Роберто д'Анжу.
Алфонсо III Щедрия (1285 – 1291), крал на Арагон, води тежка война с Карло I д'Анжу, утвърдил се на престола в Неапол. Под натиска на аристокрацията и градовете в Арагон той трябва да направи нови отстъпки, задължава се да се допитва до Кортесите по всички важни държавни въпроси, а през 1291 г. отстъпва престола на Сицилия на по-малкия си брат под името Хайме I Справедливия (1285 – 1295). Умира без да остави потомци.
Хайме II Справедливия наследява и арагонския престол (1291 – 1327). Заел се да умиротвори италианските си владения, през 1295 г. той сключва мир с папата и се отказва от своите претенции към Сицилия, а в замяна получава Сардиния и Корсика. Сключва четири брака: с Изабела, дъщеря на кастилския крал Санчо IV; с Бианка, дъщеря на неаполитанския крал Карло II д'Анжу; с [Мари дьо Лозинян (1273 – 1319)|[Мария]], дъщеря на кипърския крал Юг III дьо Лузинян; с Елисенда де Монкада. Негови деца са: Изабела, омъжена за Фридрих III фон Хабсбург, избран за германски крал; Алфонсо IV Добрия; Педро (1305 – 1381), женен за Жана дьо Фоа.
Хайме II е наследен от по-големия си син Алфонсо IV Добрия (1327 – 1336). Той създава силен флот, с който воюва срещу генуезците, за да утвърди властта си над Сардиния. От първата си съпруга Тереза д'Ентеса, графиня де Урхел, той има двама синове: Педро IV Церемониалния и Хайме де Урака (1321 – 1347), сключил брак с тиролската принцеса Цецилия. Хайме II се жени втори път за Леонора, дъщеря на кастилския крал Фернандо IV, която му ражда три деца: Констанса, омъжена за Хайме III, крал на Майорка; Фернандо (1329 – 1363) и Хуан (1330 – 1358), женен за Изабела Диас де Харо. Кралят провъзгласява третия си син Фернандо за маркиз на Тортоса, но поради надигналото се недоволство той е принуден да отмени своето решение. Успява обаче да превърне съпругата си Леонора в ендолична владетелка на редица арагонски градове.
Алфонсо IV е наследен от първородния си син Педро IV Церемониалния (1336 – 1387). Той отменя указите на баща си, които превръщат неговата мащеха и братя в господари на обширни автономни територии. През 1343 г. отнема от своя сродник, краля на Майорка Хайме III, всичките му владения на Балеарските острови и в Южна Франция. Води също продължителна война с братята си, поддържани от Кастилия, арагонската аристокрация и Кортесите. Последните години от живота му са помрачени от редица неуспехи: поражението във войната с Кастилия и възстановяването на независимостта на кралство Майорка. Педро IV се жени за Мария, дъщеря на наварския крал Филип д'Еврьо, а след като овдовява – за Леонора, дъщеря на португалския крал Афонсу IV. Треният му брак е с Леонора, дъщеря на сицилианския крал Педро II. На преклонна възраст взема за жена Сибила Форсия, дъщеря на кастилски гранд, под чието влиание охладняват отношенията му с неговите наследници. Педро IV е баща на пет деца: Констанса, омъжена за краля на Сицилия Федерико III де Арагон; Мария, съпруга на неаполитанския крал Карло III Дурацо; Хуан I Ловеца; Мартин I Хуманист; Леонора, сключила брак с кастилския крал Хуан I, а след неговата смърт – с кипърския крал Пиер I дьо Лузинян.
Първородният син на Педро IV, Хуан I Ловеца (1387 – 1395), поддържа добри отношения с Франция, чиито обичаи и церемонии въвежда в своя двор, но отказва да вземе нейната страна по време на Стогодишната война. Той сключва брак с Мария, дъщеря на херцог Жан I а'Арманяк, а след като овдовява – с Йоланда, дъщеря на херцог Робер дьо Бар. Има две дъщери: Йоланта, омъжена за неаполитанския крал Лодовико II д'Анжу и Хуана, съпруга на граф Матийо дьо Фоа, виконт на Кастелбон. Затова след смъртта му престола в Арагон заема неговият по-малък брат Мартин I Хуманист (1395 – 1410). Още през 1390 той е провъзгласен и за крал на Сицилия, а през 1409 г. присъединява тази страна към Арагон. Жени се два пъти: за мария де Луна и за Маргарита де Прадо. Единственият му син Мартин номинално носи короната на Сицилия за няколко месеца през 1409. Той сключва брак с Мария, дъщеря Федерико III де Арагон, номинален крал на Сицилия (Федерико I, 1412 – 1416), а след като овдовява – с Бианка, дъщеря на неаполитанския крал Карло III Дурацо. Умира през 1409 г. без да остави наследници. Мартин I и едноименният му син са последните представители на пряката линия на Барселонската династия в Арагон и Сицилия.

## Крале на Сицилия
- 1282 – 1285 Педро I Велики (1236 – 11.1285), син на Хайме I Арагонски, крал на Арагон (Педро III Велики, 1276 – 1285)
- 1285 – 1295 Хайме I Справедливия (10.8.1267 – 2.11.1327), син на предходния, крал на Арагон (Хайме II Справедливия, 1291 – 1327)
- 1295 – 1337 Федерико II (13.12.1272 – 25.6.1337), син на Педро III Арагонски
- 1337 – 1342 Педро II (1305 – 15.8.1342), син на предходния
- 1342 – 1355 Лодовико I (1337 – 16.10.1355), син на предходния
- 1355 – 1377 Федерико III (1.9.1341 – 27.1.1377), син на Педро II
- 1377 – 1401 Мария (2.6.1363 – 26.5.1401), дъщеря на предходния – Мартин I (1392 – 1401), крал-консорт
- 1401 – 1409 Мартин I Младши (1376 – 25.7.1409), син на Мартин I Арагонски
- 1409 – 1410 Мартин II (1356 – 31.9.1410), син на Хуан I Арагонски, крал на Арагон (Мартин I Арагонски, 1396 – 1410)

Основоположник на клонът Барселона-Сицилия Федерико II (1295 – 1337), вторият син на арагонския крал Педро III. Той поема властта в Сицилия, след като брат му, арагонския крал Хайме II, се отказва от италианските си владения. Принуден е да води война с неаполитанския крал Карло II д'Анжу, покровителстван от папа Бонифаций VIII. Конфликтът завършва със сключването на мир през 1302 г., гарантира от брака на Федерико II с Елеонора, дъщеря на Карло II д'Анжу. Кралят има шест деца: Изабела, омъжена за баварския херцог Щефан II фон Вителсбах; Елеонора, съпруга на кипърския крал Анри II дьо Лузинян; Педро II; Манфредо, Гулиелмо II и маркиз Джовани ди Рандацо, поставили началото на клона Барселона-Атина.
Федерико II е наследен от първородния си син Педро II (1337 – 1342). Той сключва брак с Елизабет, дъщеря на тиролския граф Ото III. Баща е на: Лодовико I; Федерико III; Леонора, трета съпруга на арагонския крал Педро IV. Оставя престола на първородния си син Лодовико I (1342 – 1355), който умира без да сключи брак. Следващият крал на Сицилия е Федерико III (1355 – 1377), коронован едновременно с брат си Лодовико I. Болнав и слаб владетел, при него реалната власт на острова държат представителите на знатната фамилия Киарамонти, които канят неаполитанската кралица Джована I Анжуйска на престола. Войната с Неапол продължава до 1372 г., когато Федерико III предоставя титлата „кралица на Сицилия“ на Джована I Анжуйска, но запазва реалната си власт, наричайки се „крал на Тринакри“. Сключва брак с Констанса, дъщеря на арагонския крал Педро IV. Единствената им дъщеря Мария (1377 – 1401) наследява своя баща като съвсем малка и вместо нея кралството е управлявано от представителите на висшата аристокрация. Мария сключва брак с Мартин I Младши, син на арагонския крал Мартин I, провъзгласен за неин съуправител, но няма деца от него и през 1409 г. Сицилия е присъединена към кралство Арагон.

## Крале на Майорка
- 1276 – 1311 Хайме II (31.5.1243 – 29.5.1311), син на Хайме I Арагонски
- 1311 – 1324 Санчо I (1274 – 4.9.1324), син на предходния
- 1324 – 1344 Хайме III (5.4.1315 – 31.5.1349), племенник на Хайме II

Пръв представител на клона Барселона-Майорка е Хайме II (1276 – 1311), вторият син на арагонския крал Хайме I. За него е създадено средиземноморското кралство Майорка, включващо Балеарските острови и сеньорията Монпелие. Хайме ІІ сключва брак с Изабела, дъщеря на кастилския крал Санчо IV, с Мария, дъщеря на кипърския крал Юг III дьо Лузинян и с Елисенда ди Моникада. Владетелят има дъщеря Санча, омъжена за Роберто д'Анжу, крал на Неапол и двама синове: Санчо I, крал на Майорка (1311 – 1324), починал без да сключи брак и Фернандо (†1316). Фернандо се жени за Елизабет дьо Сабран, принцеса на Ахея и е провъзгласен за владетел (1315 – 1316) на това княжество в Централна Гърция. Роденият от този брак Хайме III (1324 – 1344) наследява чичо си Санчо I като крал на Майорка. През 1344 г. владенията му са отнети от арагонския крал Педро IV и Хайме ІІІ умира в изгнание през 1349 г. Той е женен за Констанца е и баща на Хайме IV (†1375), който става трети съпруг на неаполитанската кралица Джована I Анжуйска, но няма потомци от нея и на дъщеря Изабела, омъжена за маркиз Джовани ІІ ди Палеолог-Монферато.

## Херцози на Атина
- 1312 – 1317 Манфредо (1306 – 9.11.1317), втори син на Федерико II Сицилиански
- 1317 – 1338 Гулиелмо II (1312 – 22.8.1338), четвърти сина на Федерико II Сицилиански
- 1338 – 1348 Джовани ди Рандацо (4/5.1317 – 3.4.1348), най-малък син на Федерико II Сицилиански
- 1348 – 1355 Федерико ди Рандацо (ок. 1340 – 11.7.1355), син на предходния
- 1355 – 1377 Федерико III (1.9.1341 – 27.1.1377), син на Педро II Сицилийски, крал на Сицилия (1355 – 1377)
- 1377 – 1381 Мария (2.6.1363 – 26.5.1401), дъщеря на предходния, кралица на Сицилия (1377 – 1401)
- 1381 – 1387 Педро IV Арагонски (1319 – 7.1.1387), син на Алфонсо IV Добрия, крал на Арагон (1336 – 1387)

Основоположник на клона Барселона-Атина е Манфредо, вторият син на сицилианския крал Федерико II. През 1312 г. той е обявен от баща си за херцог на Атина. Умира без да сключи брак, затова го наследява по-малкия му брат Гулиелмо II, който получава през 1319 г. и властта над херцогство Неопатра в Гърция. ГГулиелмо също не е женен и завещава владенията си на маркиз Джовани ди Рандацо, негов брат и най-малък син на Федерико II. Джовани ди Рандацо е баща на Федерико ди Рандацо, последния херцог на Атина и Неопатра от клона Барселона-Атина.